# رینگساکر
رینگساکر (به لاتین: Ringsaker) یک شهرداری در نروژ است که در هدمارک واقع شده‌است. رینگساکر ۱٬۲۸۱ کیلومتر مربع مساحت و ۳۱٬۷۳۲ نفر جمعیت دارد.